# クロード＝ミシェル・シェーンベルク
クロード＝ミシェル・シェーンベルク（Claude-Michel Schönberg、1944年7月6日 - ）は、フランス・ヴァンヌ出身の作曲家、音楽プロデューサー、俳優、歌手。ポピュラーソングおよびミュージカルなどを手掛け、作詞家アラン・ブーブリルとの共作で広く知られる。フランス語ではクロード＝ミシェル・シェンベールと発音。

## 人物・来歴
シェーンベルクはユダヤ系であり、当初、音楽プロデューサー兼歌手としてデビューしたが、ミュージカルでもあるフランス初のロック・オペラの『フランス革命』の曲の大部分を1973年に作曲し、その年その舞台でルイ16世の役を演じた。
1974年にはポピュラーソング "Le Premier Pas"（愛のはじまり）の作詞作曲を手がけた。この曲は100万枚以上のヒットとなり、フランスでその年の売上1位を記録した。この曲のプロデュースはフランク・プゥルセルによる。
その後、自作自演のアルバムを1枚製作したが、1978年、ヴィクトル・ユーゴーの『レ・ミゼラブル』をミュージカル化することをアラン・ブーブリルと計画し、その時からミュージカルに専念することを決めた。ミュージカル『レ・ミゼラブル』はパリのパレ・ド・スポールで1980年に上演され、1985年にはロンドンで、1987年にはブロードウェイで上演され、絶賛を浴びた。ブロードウェイ公演はトニー賞の12部門にノミネートされ、ミュージカル作品賞およびオリジナル楽曲賞を含む8部門を受賞した。
1989年にシェーンベルクとブーブリルのコンビは、レア・サロンガとジョナサン・プライスを起用した『ミス・サイゴン』でロンドンを席巻した。その後行われたブロードウェイ公演では、1991年4月11日にチケット売り上げが2400万ドルに達し、新記録となった。この年のトニー賞ではミュージカル作品賞およびオリジナル楽曲賞を含む10部門にノミネートされた。
1997年にシェーンベルクとブーブリルのコンビは新しいミュージカル『マルタン・ゲール』をロンドンのプリンス・エドワード・シアターで上演し、この年のローレンス・オリヴィエ賞を受賞した。イギリスとアメリカでツアー公演を行っている。
2001年、シェーンベルクは初のバレエ『嵐が丘』（Wuthering Heights）を作曲し、2002年9月にイギリスのノーザン・バレエ・シアターで上演された。
シェーンベルクとブーブリルは2006年、女海賊グレース・オマリーの冒険を描いたミュージカル『パイレート・クイーン』を発表した。2006年4月5日にブロードウェイ上演に先立つ8週間のトライアウトをシカゴのキャデラック・パレス・シアターで終えたが、上演前にさらにヒルトン・シアターでのプレビューに向けて修正を迫られた。そして2007年4月5日に上演にこぎ着けた。『ミス・サイゴン』で作詞に加わっていたリチャード・モルトビー・ジュニア (Richard Maltby, Jr.) が脚本と歌詞の修正に加わった。またキャスティングは、グラシエラ・ダニエル (Graciela Daniele) が行った。
しかし内容の野蛮さとチケット売り上げの低さから、『パイレート・クイーン』の上演は2007年6月17日に打ち切られた。公演回数は85回でプレビュー公演は32回、結局1800万ドルの赤字で、商業的にはブロードウェイ史上最悪の失敗となった。オリジナル・キャストによる録音は2007年7月3日にリリースされた。
2005年10月8日に、『レ・ミゼラブル』の20周年記念公演がロンドンで行われた。ブロードウェイでの上演は2003年5月18日に終了していたが、その上演期間の長さは『キャッツ』『オペラ座の怪人』に続いて第3位の記録を保持している。シェーンベルクは現在、ブロードウェイのブロードハースト・シアターで6ヶ月間の上演予定の『レ・ミゼラブル』の監督を行っている（後に延長が決まった）。
『パイレート・クイーン』に続くシェーンベルクとブーブリルの共作『マルグリット』では、作曲にはミシェル・ルグラン、作詞にはブーブリルとハーバート・クレッツマーを起用している。『マルグリット』は小デュマの『椿姫』を下敷きにしており、第二次世界大戦中ドイツ占領下のパリを舞台として、上流階級のドイツ将校の妻が半分ほどの年齢の音楽家と恋に落ちる、というストーリーである。初演は2008年5月6日にロンドンのロイヤル・ヘイマーケット・シアターで行われ、11月1日まで上演が続いた。

### 家族・親族
- シェーンベルクは初め、フランスのテレビ局フランス2の夕方のニュースのメイン・キャスター（アンカー）を務めていたベアトリス・シェーンベルク（英語版）と結婚していたが離婚し、現在はイギリスのバレエダンサー、シャルロット・タルボットと結婚している。1男2女がある。
- 作曲家のアルノルト・シェーンベルクは大伯父（祖父の兄）に当たる。

## 代表作
代表作には以下のものがある。
- 『フランス革命（英語版）』（1973年）
- 『レ・ミゼラブル』（1980年）
- 『ミス・サイゴン』（1989年）
- 『マルタン・ゲール（英語版）』（1996年）
- 『パイレート・クイーン（英語版）』（2006年）
- 『マルグリット』（2008年）